# جیسون روباردز
جیسون روباردز (انگلیسی: Jason Robards؛ زاده ۲۶ ژوئیهٔ ۱۹۲۲ - درگذشته ۲۶ دسامبر ۲۰۰۰) یک هنرپیشه اهل ایالات متحده آمریکا بود. او یکی از معدود کسانی است که موفق شده دو بار پیاپی _ برای فیلمهای همه مردان رئیس‌جمهور و جولیا برنده جایزه اسکار شود. وی بین سال‌های ۱۹۴۶ تا ۲۰۰۰ میلادی فعالیت می‌کرد. 

## زندگی
وی در ۲۶ ژوئیهٔ ۱۹۲۲ در شیکاگو، ایالات متحده آمریکا به دنیا آمد، پدر وی جیسون روباردز سینیور بوده. او داری تبار آلمانی، انگلستانی، ولزی، اسکاتلندی و سوئدی بوده است. خانواده‌اش زمانی که جیسون جونیور هنوز کودک نوپایی بود به نیویورک سیتی و سپس وقتی او شش ساله بود به لس‌آنجلس نقل مکان کردند. 

## فیلمشناسی
از فیلم‌ها یا برنامه‌های تلویزیونی که وی در آن نقش داشته است می‌توان به آثار زیر اشاره کرد.
- سفر دراز روز در شب (۱۹۶۲)
- هزاران دلقک (۱۹۶۵)
- طلاق به سبک آمریکایی (۱۹۶۷)
- ایزادورا (۱۹۶۸)
- روزی روزگاری در غرب (۱۹۶۸)
- ژولیوس سزار (۱۹۷۰)
- سرود کیبل هوگ (۱۹۷۰)
- جانی تفنگش را برداشت (۱۹۷۱)
- آدم‌کشی‌های کوچه بزرگ (۱۹۷۱)
- پسری با سگش (۱۹۷۵)
- همه مردان رئیس‌جمهور (۱۹۷۶)
- جولیا (۱۹۷۷)
- توفند (۱۹۷۹)
- ملوین و هاوارد (۱۹۸۰)
- کابوبلانکو (۱۹۸۰)
- مکس دوگان بازمی‌گردد (۱۹۸۳)
- روز بعد (۱۹۸۳)
- رقص محلی آمریکا (۱۹۸۷)
- چراغ‌های روشن، شهر بزرگ (۱۹۸۷)
- مادر خوب (۱۹۸۸)
- رؤیای یک رؤیای کوچک (۱۹۸۹)
- پدر و مادری (۱۹۸۹)
- تغییر سریع (۱۹۹۰)
- ماجراهای هاکلبری فین (۱۹۹۳)
- محاکمه (۱۹۹۳)
- هایدی (۱۹۹۳)
- فیلادلفیا (۱۹۹۳)
- مقاله (۱۹۹۴)
- دشمن کشور (۱۹۹۸)
- چوب (۱۹۹۸)
- هارت‌وود (۱۹۹۸)
- مگنولیا (۱۹۹۹)